# Плохие яблоки
«Плохие яблоки» (англ. Bad Apples) — будущий американский комедийный триллер режиссёра Джонатана Этцлера по сценарию Джесса О’Кейна. Дебютный англоязычный фильм Этцлера. Главную роль в фильме исполнила Сирша Ронан. Экранизация дебютного романа Расмуса Линдгрена De Oönskade.

## Сюжет
Мария (Ронан), учительница начальной школы, которая изо всех сил старается вдохновить свой класс, но не может этого сделать из-за одного неуправляемого ученика. Когда её карьера оказывается под вопросом, а поведение ребенка становится всё хуже, она принимает ряд неверных решений, которые приводят к тому, что она случайно забирает и запирает это «плохое яблоко» у себя дома. Мария отчаянно пытается вернуться назад, но когда класс начинает процветать, а персонал и родители в восторге от улучшений, она оказывается в очень сложном положении.

## В ролях
- Сирша Ронан — Мария

## Производство
Созданием фильма занимаются кинокомпании HanWay Films и Pulse Films. Экранизация дебютного романа Расмуса Линдгрена De Oönskade. Первый англоязычный фильм шведского режиссёра Джонатана Этцлера. Сирша Ронан получила главную роль в октябре 2023 года.
Основные съёмки начались 19 марта 2024 года в Бристоле.
В июне 2024 года компания Republic Pictures приобрела права на кинопрокат фильма.